# 三室 (御所市)
三室（みむろ）は、奈良県御所市の大字。郵便番号は639-2306。本項ではかつて同区域に存在した三室村（みむろむら）についても記す。

## 地理
御所市中心部の南南西、葛城川左岸にあたり、北で柳田町・宮前町、西で櫛羅・楢原・幸町、東・南で蛇穴に接する。北西を国道24号・奈良県道118号御所高取線が掠める。

### 河川
- 葛城川
- 三室川

## 歴史
- 幕末 - 「旧高旧領取調帳」の記載によると、櫛羅藩領であった。
- 明治4年
  - 7月14日（1871年8月29日） - 廃藩置県により櫛羅県の管轄となる。
  - 11月22日（1872年1月2日） - 第2次府県統合により、全域が奈良県（第1次）の管轄となる。
- 1876年（明治9年）4月18日 - 第2次府県統合により堺県の管轄となる。
- 1881年（明治14年）2月7日 - 大阪府の管轄となる。
- 1887年（明治20年）11月4日 - 奈良県（第2次）の管轄となる。
- 1889年（明治22年）4月1日 - 町村制の施行により、近世以来の葛上郡三室村が単独で自治体を形成。櫛羅村・東松本村・竹田村・鎌田村・小林村・楢原村・西松本村と櫛羅村外七ヶ村組合村を結成。
- 1897年（明治30年）4月1日 - 三室村の所属郡が南葛城郡に変更。
- 1915年（大正4年）1月1日 - 櫛羅村外七ヶ村組合村の7村が合併して大正村が発足。同村の大字となり、三室村廃止。
- 1958年（昭和33年）3月31日 - 大正村が御所町・葛村・葛上村と合併して御所市が発足。同市の大字となる。

## 世帯数と人口
2020年（令和2年）12月31日現在の世帯数と人口は以下の通りである。
| 町丁 | 世帯数  | 人口  |
| ---- | ------- | ----- |
| 三室 | 468世帯 | 909人 |

## 小・中学校の学区
市立小・中学校に通う場合、学区は以下の通りとなる。
| 番地 | 小学校             | 中学校             |
| ---- | ------------------ | ------------------ |
| 全域 | 御所市立大正小学校 | 御所市立大正中学校 |

## 交通

### バス
- 奈良交通
  - 高田五條線
    - 60：近鉄高田駅 - 高田市駅 - 忍海 - 近鉄御所駅 - 小殿 - 栄山寺口 - 五條バスセンター
    - 66：近鉄高田駅 - 高田市駅 - 忍海 - 近鉄御所駅 - 小殿 - テクノ中央通り東 - 栄山寺口 - 五條バスセンター
    - 67：近鉄高田駅 → 高田市駅 → 忍海 → 近鉄御所駅 → 小殿 → テクノ中央通り東
    - 70：五條バスセンター - 栄山寺口 - かもきみの湯 - 小殿 - 近鉄御所駅 - 忍海 - 高田市駅 - 近鉄高田駅
    - 76：五條バスセンター → 栄山寺口 → テクノ中央通り東 → かもきみの湯 → 小殿 → 近鉄御所駅 → 忍海 → 高田市駅 → 近鉄高田駅
    - 163：五條バスセンター - 栄山寺口 - 小殿 - 近鉄御所駅 - 忍海

  - 八木五條線
    - 161：五條バスセンター → 栄山寺口 → 小殿 → 近鉄御所駅 → 忍海 → 高田市駅 → アルル北 → 忌部 → 橿原市役所 → 大和八木駅

  - 八木新宮線（八木新宮特急バス、十津川・本宮いでゆライン）
    - 大和八木駅 - 高田市駅 - 近鉄御所駅 - 五條バスセンター - 大久保口 - 阪本 - 上野地 - 十津川村役場 - 十津川温泉 - ホテル昴 - 熊野本宮 - 湯の峰温泉 - 新宮駅
    - 新宮駅 → 湯の峰温泉 → 熊野本宮 → 十津川温泉 → 十津川村役場 → 五條バスセンター → 大和八木駅
- 御所市コミュニティバス
  - 西コース
    - 近鉄御所駅 - 豊年橋 - 御所市役所 - 豊年橋 - 幸町 - 池之内 - 室 - 名柄 - 北窪 - かもきみの湯 - 東佐味 - 鴨神 - 北窪 - 名柄 - 楢原 - 老人福祉センター - 産業振興センター前 - 近鉄御所駅

### 道路
- 国道24号
- 奈良県道118号御所高取線

## 施設
- 御所市立大正中学校
- 孝昭天皇山上陵
- 環境処理センター
- 三室児童公園
- 等覚寺